# أوبلونغ (إلينوي)
أوبلونغ (بالإنجليزية: Oblong)‏ هي منطقة سكنية تقع في الولايات المتحدة في إلينوي. يقدر عدد سكانها بـ 1,466 نسمة .

## الموقع الجغرافي
الموقع الجغرافي للمناطق المحيطة بهذه النقطة هو كالتالي:

## أعلام
- وليام ووكر آرنولد
- جو وايت